# Josh Weston (Pornodarsteller)

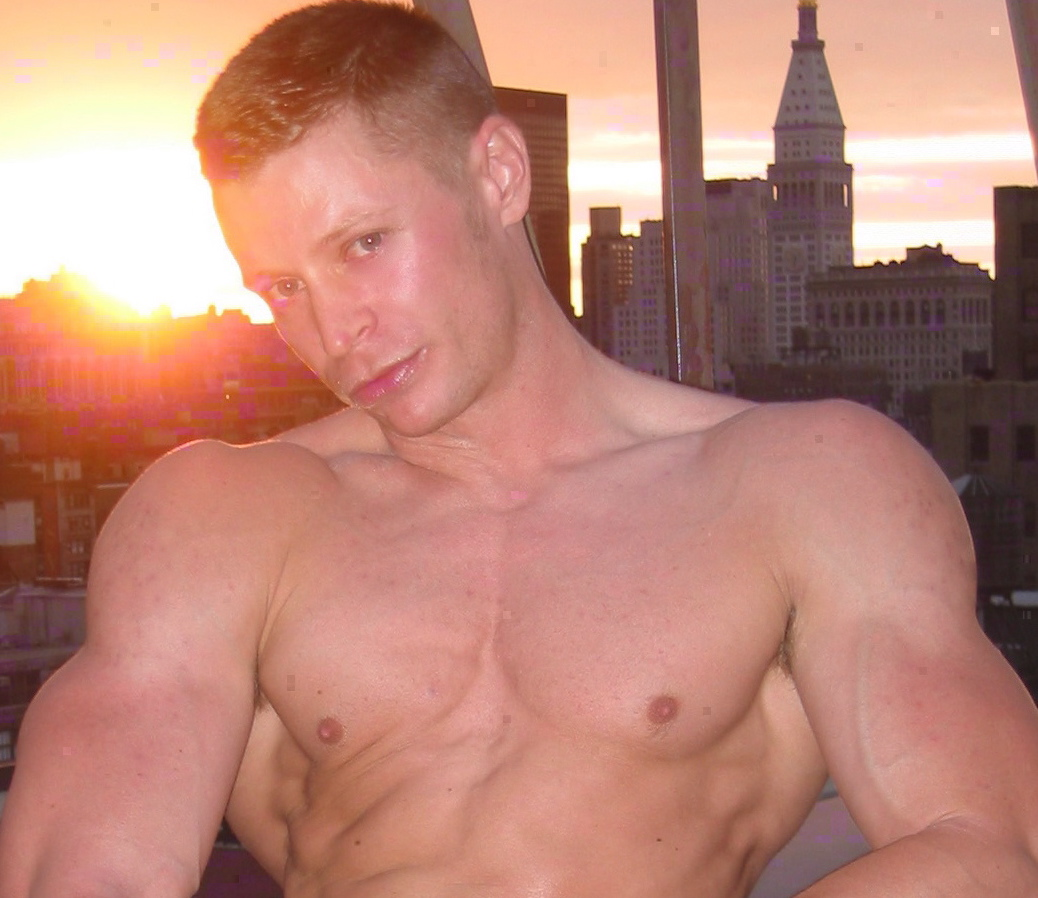
Josh Weston, 2008

Josh Weston, eigentlich Chad Hull (* 20. Januar 1973 in Sparks, Nevada; † 16. Dezember 2012 in San Francisco, Kalifornien) war ein US-amerikanischer Pornodarsteller und Fitnesstrainer.

## Leben
Weston arbeitete als Tänzer im Nob Hill Theatre in San Francisco, wo er von Chi Chi LaRue entdeckt wurde. Im Jahr 2001 unterzeichnete er einen Vertrag bei den Falcon Studios und begann seine Karriere als Pornodarsteller. Er war als Schauspieler in verschiedenen Filmen der US-amerikanischen Pornoindustrie zu sehen, unter anderem auch Bareback-Produktionen. Im Jahr 2003 gewann er den GayVN Award als bester Schauspieler. Im Jahr 2012 starb er an den Komplikationen einer HIV-Infektion.

## Filmografie (Auswahl)
- Deep South: the Big, the Easy
- Fuck Engine
- Bareback Power Bottoms
- Fleet Week
- Bodybuilders Bareback
- Link: The Evolution
- The Muscle Pit
- Obsession of DO
- Communion
- Rush
- Boot Black Blues
- Hard Studies
- Manly Heat: Scorched
- Minute Man 28: Peak Experience
- Hard Studies
- Heaven to Hell
- Super Soaked
- Getting It Straight
- In Bed With
- Kept
- Taking Flight Part 2
- Addiction: Part 1
- Addiction: Part 2
- Big Timber
- Drenched Part 2
- Good as Gold
- Hot Wired 2
- Quarterback Sack
- Alone With – Volume 4
- Branded
- The Dark Side
- Deception – Part 1
- Deception – Part 2
- Deep South Part 1
- Deep South Part 2
- Splash Shots III

## Preise und Auszeichnungen (Auswahl)
- 2002: Grabby Awards für „Best Duo Sex Scene“ (gemeinsam mit Matthew Rush) in Deep South, Part 2
- 2003: GayVN Awards für Deep South: The Big and the Easy, Falcon Studios als bester Schauspieler
- 2003: GayVN Awards für „Best Three Way“ (gemeinsam mit Jeremy Jordan und Jack Ryan) in Deep South, Part 1
- 2007: Grabby Awards für „Best Cum Scene“ for Manly Heat: Scorched